# Восточный даман
Восточный даман (лат. Dendrohyrax validus) — вид млекопитающих отряда даманов. Это наиболее локализованный из видов древесных даманов, распространённый очагами в узкой полосе равнинных и горных лесов в Кении и Танзании и на прилегающих островах.

## Внешний вид
Длина 47-58 см. Вес 2.5-3.0 кг. Окраска разнообразная, в основном от тёплого тёмно-коричневого до сероватого с беловато-коричной нижней стороной. Пятно на спине 2-4 см длиной, красновато-коричневого цвета.

## Географическая изменчивость
Возможно, представляет более одного вида. D. v. validus (вулканы Меру и Килиманджаро), D. v. terricola (горы Таита, Усамбара и Паре), D. v. schusteri (горы Улугуру и Удзунгва — последний может быть отдельной формой), D. v. neumanni (острова Занзибар, Пемба и Тумбату), D. v. sp./ssp. nov.? (Эфиопское нагорье).

## Распространение
Восточная дуга также относится к Занзибару и Пембе. Колеблется от уровня моря до 3000 м. Находясь в одном и том же материковом регионе, восточный даман ограничен горами, в то время как древесный даман доминирует в низменностях. Это наводит на мысль о реликтовом распределении, частично определяемом конкуренцией, возникающей в результате распространения вида, который эволюционировал ранее.

## Среда обитания
Горные леса на материке высотой 1700-3070 м (Килиманджаро) и равнинные леса на островах. Этот вид был особенно распространён в высокогорных лесах, где скудная флора произрастает на выщелоченных субстратах.

## Питание
Преимущественно питается древесными листьями, но также и травами, и вьющимися растениями. Кормление достигает пика в сумерках и на рассвете. На вершине своего высотного диапазона в горах Удзунгва этот вид обитает с очень высокой плотностью в туманном лесу с низким пологом, где в изобилии растет очень редкий и локализованный вид африканской фиалки, Saintpaulia grotei, часто укореняющийся в разложившихся фекалиях дамана. Эти фиалки, по-видимому, избегают интенсивного поедания даманами в этой среде обитания, что позволяет предположить, что трава им неприятна. S. grotei извлекает конкурентные преимущества, а также преимущества в пищевой цепи из своей связи с даманами. Предполагается, что трава и травоядное животное, возможно, эволюционировали совместно.

## Поведение
Как правило, одиночки, но плотность в горах верхнего Удзунгва в 2001 году оказалась очень высокой и составила, по оценкам, не менее 17 особей на га (исходя из частоты и распределения сообщений). Пик звонков наступает сразу после наступления сумерек и перед рассветом, и, как сообщается, частота звонков практически не меняется в течение 8 месяцев. Распространённый призыв состоит из серии коротких звуков, иногда нарастающих до крещендо, которые были названы последовательностями «пинг-понга» за их сходство с резким треском отскакивающего мячика для пинг-понга. Очень громкие крики распространены в районах с более высокой плотностью обитания. В паре местные восточные даманы издают нечто похожее на контактный зов по тембру мужского голоса, спрашивающего "whatsit?’ В горах Удзунгва кучи фекалий и мочи могут распространяться на несколько квадратных метров и покрывать стволы деревьев и окружающую землю очень сильно пахнущим, густым слоем, похожим на асфальт. Животные, участвующие в этом обонятельном маяке или «ароматическом салоне», явно приобретают групповой запах. Вполне вероятно, что такие места служат для идентификации местных «кланов» и что социальное поведение может оказаться сложным и опосредованным как звуком, так и запахом и физическим контактом. Срок беременности составляет около 7,5 месяцев, а пик рождаемости на Килиманджаро приходится на август.

## Статус
Восточные даманы находятся в опасности из-за вырубки лесов на островах Пемба и Занзибар. В горах охота и лесозаготовки представляют собой наиболее непосредственную угрозу. Отсутствие исследований базовой биологии и экологических потребностей этого вида вызывает сожаление, поскольку необходимо будет понять их неравномерную численность и неоднородное распределение, прежде чем можно будет приступать к практическим планам сохранения. Состояние местных и самобытных популяций восточного вида требует внимания, и особая причина для беспокойства — ещё не описанная форма древесного дамана из реликтовых лесов Эфиопии.